# Nazionale maschile di pallacanestro della Germania
La nazionale maschile tedesca di pallacanestro (Deutsche Basketballnationalmannschaft der Herren) rappresenta la Germania nelle competizioni maschili internazionali di pallacanestro. Fino al 1990 c'erano due squadre nazionali, una per la Germania Est, l'altra per la Germania Ovest. Nell'ex RDT la pallacanestro non fu mai uno sport particolarmente popolare, mentre ad Ovest riscosse un discreto successo, sebbene i risultati, fino agli anni ottanta, per il team nazionale non furono eccellenti.
Nel 1993, dopo la riunificazione, la Germania conquistò il suo primo titolo europeo. Fece seguito la conquista del bronzo ai mondiali del 2002, dell'argento agli europei del 2005 e dell'oro ai mondiali del 2023.

## Storia

### I duri inizi
La nazionale tedesca fece la sua prima apparizione ufficiale alle Olimpiadi di Berlino 1936, ma ebbe poca fortuna, non riuscendo a superare i turni preliminari, chiudendo quindi al 17º posto.
Dopo la fine della seconda guerra mondiale, il movimento cestistico sia nella Germania occidentale, che nella Germania orientale, era in ginocchio: solamente nel 1951 la nazionale tedesca-occidentale riuscì a qualificarsi agli Europei del 1951, terminato con il 12º posto, e non miglior fortuna ebbe la spedizione dell'edizione successiva, chiusa al 14º posto.
Per tutti gli anni sessanta e gli anni settanta, la nazionale tedesca-occidentale fu ai margini della pallacanestro mondiale ed europea.

### La rinascita degli anni '80 e il successo in Europa
Nei primi anni ottanta le cose cominciarono a migliorare: si iniziò con la qualificazione alle Olimpiadi del 1984 e ai successivi Mondiali del 1986, che, seppur chiusi lontano dal podio, dettero il la ad una continuità di partecipazioni ad alto livello. Grazie anche all'apporto dei giocatori NBA come Detlef Schrempf, Uwe Blab e Christian Welp, la nazionale tedesca riuscì a raggiungere un 5º posto agli Europei del 1985, e a confermarsi al 6º posto nell'edizione del 1987.
Dopo la riunificazione tedesca, la nuova nazionale riuscì a raggiungere un insperato 7º posto alle Olimpiadi di Barcellona 1992, le Olimpiadi del primo Dream team.
Fu però agli Europei del 1993 che la nazionale raggiunse il suo più importante risultato: sotto la guida di Svetislav Pešić in panchina, e di Christian Welp in campo - quest'ultimo nominato anche MVP del torneo - la manifestazione, non iniziata nei migliori dei modi nei turni preliminari, si concluse con il successo finale dopo aver battuto, sempre con scarti minimi, Spagna, Grecia e Russia in finale.

### L'era Nowitzki
Da quel successo iniziò un periodo altalenante, segnato dalla ricostruzione della squadra e dall'arrivo di Dirk Nowitzki. Se gli Europei del 2001 furono ritenuti assai deludenti per la sconfitta al fil di sirena nella semifinale contro la Turchia, e il conseguente 4º posto finale, tale delusione venne ampiamente superata per il successo ai Mondiali di Indianapolis 2002: la nazionale raggiunse un prestigioso 3º posto, e Nowitzki venne nominato MVP del torneo.
Il fallimento agli Europei del 2003 determinò l'arrivo di un nuovo allenatore: Dirk Bauermann.
Nella successiva edizione, giocata in Serbia e Montenegro, le aspettative intorno alla nazionale non erano molte, anche a causa degli infortuni, con le assenze di Ademola Okulaja e Steffen Hamann. Inaspettatamente, però, la squadra riuscì a conquistare la medaglia d'argento alle spalle di una fortissima Grecia, e ancora una volta Nowitzki venne nominato MVP del torneo.
Ai Mondiali del 2006, dopo un ottimo girone preliminare, la marcia tedesca venne fermata ai quarti di finale dagli Stati Uniti di LeBron James, Dwyane Wade e Carmelo Anthony.
Gli Europei del 2007, seppur chiusi al 5º posto, valsero la qualificazione alle Olimpiadi di Pechino 2008, che terminarono con il 10º posto. Nel biennio successivo la squadra dovette affrontare i tornei maggiori senza Nowitzki: agli Europei 2009 i tedeschi passarono con fatica il primo turno, e chiusero il secondo turno con 3 sconfitte su 3. Nonostante il risultato finale non lo permettesse la Germania si qualificò ai Mondiali 2010 grazie ad una wild-card della FIBA, ma subì una cocente eliminazione nei gironi perdendo la sfida decisiva con l'Angola. Il Mondiale qualificò comunque automaticamente i tedeschi per gli europei dell'anno dopo, chiusi al nono posto.

### Dalla crisi profonda al primo titolo mondiale
Gli anni 2010 sono avarissimi di soddisfazioni per i teutonici che sia in campo mondiale sia in campo europeo fanno molta fatica ad emergere, vantando come miglior risultato in quest'arco di tempo un quarto di finale agli Europei del 2017 prima di essere eliminati dalla Spagna.
Le cose cambiano a partire dal 2021, con l'approdo in panchina del canadese Gordon Herbert, con cui la Germania nel 2022 torna sul podio continentale, classificandosi terza, e l'anno successivo riesce a vincere il suo primo titolo mondiale, vincendo otto partite su otto ed eliminando gli Stati Uniti in semifinale prima di imporsi nell'ultimo atto con la Serbia.

## Piazzamenti

### Olimpiadi
- 1936 - 17º
- 1972 - 12º
- 1984 - 8º
- 1992 - 7º
- 2008 - 10º

- 2020 - 8º

### Campionati mondiali
- 1986 - 16º
- 1994 - 12º
- 2002 -  3º
- 2006 - 8º
- 2010 - 17º

- 2019 - 18º
- 2023 -  1º

### Campionati europei
- 1951 - 12º
- 1953 - 14º
- 1955 - 17º
- 1957 - 13º
- 1961 - 16º

- 1965 - 14º
- 1971 - 9º
- 1981 - 10º
- 1983 - 8º
- 1985 - 5º

- 1987 - 6º
- 1993 -  1º
- 1995 - 10º
- 1997 - 12º
- 1999 - 7º

- 2001 - 4º
- 2003 - 9º
- 2005 -  2º
- 2007 - 5º
- 2009 - 11º

- 2011 - 9º
- 2013 - 17°
- 2015 - 17°
- 2017 - 6°
- 2022 -  3°

### Manifestazioni minori
- Torneo Supercup: 6

2004, 2012, 2014, 2015, 2019, 2021
- Trentino Basket Cup: 1

2015

## Formazioni

### Olimpiadi
Pallacanestro ai Giochi della XI OlimpiadeCuiper, Duis, Endres, Göing, Kuchenbecker, Lohbeck, Niclaus, Oleska, Reischieß, Steinschulte, Daume, Gottwald, Künzel, Schäfer. Tl.: Hermann Niebuhr, All. Hugo Murero
Pallacanestro ai Giochi della XX Olimpiade4 Uhlig, 5 Weinand, 6 Kuprella, 7 Ampt, 8 Krüger, 9 Pethran, 10 Pollex, 11 Linnemann, 12 Geschwindner, 13 Wohlers, 14 Keller, 15 Thimm,        All. Theodor Schober
Pallacanestro ai Giochi della XXIII Olimpiade - Torneo maschile4 Körner, 5 Kadlec, 6 Brauer, 7 Sauer, 8 Peters, 9 Zander, 10 Pappert, 11 Sowa, 12 Schrempf, 13 Blab, 14 Mendel, 15 Welp,        All. Ralph Klein
Pallacanestro ai Giochi della XXV Olimpiade - Torneo maschile4 Behnke, 5 Rödl, 6 Andres, 7 Baeck, 8 Neuhaus, 9 Harnisch, 10 Blab, 11 Schrempf, 12 Gnad, 13 Nürnberger, 14 Kujawa, 15 Jackel,        All. Svetislav Pešić
Pallacanestro ai Giochi della XXIX Olimpiade - Torneo maschile4 Ohlbrecht, 5 Zwiener, 6 Schultze, 7 Garrett, 8 Wysocki, 9 Hamann, 10 Greene, 11 Roller, 12 Kaman, 13 Femerling, 14 Nowitzki, 15 Jagla,        All. Dirk Bauermann
Pallacanestro ai Giochi della XXXII Olimpiade - Torneo maschile0 Bonga, 1 Saibou, 4 Lô, 5 Giffey, 6 Wimberg, 7 Voigtmann, 12 Benzing, 13 Wagner, 19 Wank, 22 Barthel, 32 Thiemann, 42 Obst,        All. Henrik Rödl
Pallacanestro ai Giochi della XXXIII Olimpiade - Torneo maschile0 Bonga, 1 da Silva, 4 Lô, 5 Giffey, 6 Weiler-Babb, 7 Voigtmann, 9 F. Wagner, 10 Theis, 13 M. Wagner, 17 Schröder, 32 Thiemann, 42 Obst,        All. Gordon Herbert

### Mondiali
Campionato mondiale maschile di pallacanestro 19864 Risse, 5 Andres, 6 Koch, 7 Villwock, 8 Greunke, 9 Arpe, 10 Welp, 11 Sowa, 12 Gnad, 13 Wadehn, 14 Behnke, 15 Schröder,        All. Ralph Klein
Campionato mondiale maschile di pallacanestro 19944 Herkelmann, 5 Rödl, 6 Koch, 7 Hupmann, 8 Neuhaus, 9 Harnisch, 10 Behnke, 11 King, 12 Gnad, 13 Nürnberger, 14 Musch, 15 Knörr,        All. Dirk Bauermann
Campionato mondiale maschile di pallacanestro 20024 Demirel, 5 Okulaja, 6 Lütcke, 7 Pešić, 8 Roller, 9 Rödl, 10 Nikagbatse, 11 Garris, 12 Arigbabu, 13 Femerling, 14 Nowitzki, 15 Maras,        All. Henrik Dettmann
Campionato mondiale maschile di pallacanestro 20064 Demirel, 5 Okulaja, 6 Schultze, 7 Garrett, 8 Herber, 9 Hamann, 10 Greene, 11 Roller, 12 Grünheid, 13 Femerling, 14 Nowitzki, 15 Jagla,        All. Dirk Bauermann
Campionato mondiale maschile di pallacanestro 20104 Staiger, 5 Schaffartzik, 6 Günther, 7 Ohlbrecht, 8 McNaughton, 9 Hamann, 10 Greene, 11 Pleiß, 12 Harris, 13 Schwethelm, 14 Benzing, 15 Jagla,        All. Dirk Bauermann
Campionato mondiale maschile di pallacanestro 20194 Lô, 5 Giffey, 7 Voigtmann, 8 Akpınar, 10 Theis, 12 Benzing, 17 Schröder, 21 Zipser, 22 Barthel, 24 Kleber, 32 Thiemann, 42 Obst,        All. Henrik Rödl
Campionato mondiale maschile di pallacanestro 20230 Bonga, 4 Lô, 5 Giffey, 7 Voigtmann, 9 F. Wagner, 10 Theis, 13 M. Wagner, 17 Schröder, 21 Hollatz, 32 Thiemann, 42 Obst, 44 Krämer,        All. Gordon Herbert

### Europei
Campionato europeo maschile di pallacanestro 19513 Siebenhaar, 4 Konz, 5 Diefenbach, 6 Heinker, 7 Höhner, 8 Beyerlein, 9 Kronberger, 10 Leißler, 11 Bernhard, 12 Piontek, 13 Roth, 14 Schober, 15 Müller, 16 Stolz,        All. Theo Clausen
Campionato europeo maschile di pallacanestro 19533 Siebenhaar, 4 Schober, 5 Mahrwald, 6 Piontek, 7 Mahlo, 8 Bayer, 10 Krüger, 11 Roth, 12 Heinker, 13 Konzag, 14 Beyerlein, 15 Griese, 16 Bernhard,        All. Anton Kartak
Campionato europeo maschile di pallacanestro 19554 K. Pfeiffer, 5 Waldowski, 6 Vogt, 7 Beyerlein, 8 E. Friebel, 9 Siebenhaar, 10 Schober, 11 Roth, 12 Stolz, 13 U. Schmitt, 14 Müller, 15 Griese, 16 Brehm,        All. Anton Kartak
Campionato europeo maschile di pallacanestro 19573 Auxer, 4 Lamade, 5 Stein, 6 Vogt, 7 Stolz, 8 Rigauer, 9 Biller, 10 Ottmar, 11 Brydniak, 12 Schulz, 14 Peter, 15 Griese, 16 Scherer,        All. Theodor Vychodil
Campionato europeo maschile di pallacanestro 19614 Grüttner, 5 Stein, 6 Püll, 7 Stolz, 8 Neumann, 9 Brydniak, 10 Weinand, 11 Roth, 12 Biller, 13 Heindel, 14 Schulz, 15 Langhoff,        All. Theodor Vychodil
Campionato europeo maschile di pallacanestro 19654 Urmitzer, 5 Neef, 6 Niedlich, 7 Kienast, 8 Neumann, 9 Röder, 10 Weinand, 11 Sarodnik, 12 Jungnickel, 13 Wolfram, 14 Schulz, 15 Krüger,        All. Yakovos Bilek
Campionato europeo maschile di pallacanestro 19714 Uhlig, 5 Dieter, 6 Pfeiffer, 7 Loibl, 8 Brand, 9 Pethran, 10 Pollex, 11 Urmitzer, 12 Geschwindner, 13 Wohlers, 14 Keller, 15 Thimm,        All. Theodor Schober
Campionato europeo maschile di pallacanestro 19814 Ludwig, 5 Waniek, 6 Brunnert, 7 Strauss, 8 Heidrich, 9 Zander, 10 Pappert, 11 Aßhoff, 12 Arpe, 13 Wadehn, 14 Sowa, 15 Mendel,        All. Terry Schofield
Campionato europeo maschile di pallacanestro 19834 Körner, 5 Hudson, 6 Brauer, 7 Strauss, 8 Peters, 9 Zander, 10 Pappert, 11 Sowa, 12 Schrempf, 13 Blab, 14 Wadehn, 15 Behnke,        All. Chris Lee
Campionato europeo maschile di pallacanestro 19854 Peters, 5 Baeck, 6 Körner, 7 Sauer, 8 Jackel, 9 Welp, 10 Blab, 11 Sowa, 12 Schrempf, 13 Wadehn, 14 Schröder, 15 Behnke,        All. Ralph Klein
Campionato europeo maschile di pallacanestro 19874 Andres, 5 Körner, 6 Koch, 7 Harnisch, 8 Kujawa, 9 Welp, 10 Meyer, 11 Pappert, 12 Gnad, 13 Wadehn, 14 Behnke, 15 Jackel,        All. Ralph Klein
Campionato europeo maschile di pallacanestro 19934 Kleine-Brockhoff, 5 Rödl, 6 Koch, 7 Welp, 8 Öztürk, 9 Harnisch, 10 Behnke, 11 Baeck, 12 Gnad, 13 Nürnberger, 14 Kujawa, 15 Jackel,        All. Svetislav Pešić
Campionato europeo maschile di pallacanestro 19954 Freyer, 5 Rödl, 6 Koch, 7 Musch, 8 Wucherer, 9 Welp, 10 Öztürk, 11 King, 12 Gnad, 13 Nürnberger, 14 Okulaja, 15 Knörr,        All. Vladislav Lučić
Campionato europeo maschile di pallacanestro 19974 Rödl, 5 Lütcke, 6 Terdenge, 7 Bogojevič, 8 Wucherer, 9 Harnisch, 10 Hupmann, 11 Malbeck, 12 Femerling, 13 Okulaja, 14 Nees, 15 Kühl,        All. Vladislav Lučić
Campionato europeo maschile di pallacanestro 19994 Rödl, 5 Lütcke, 6 Nürnberger, 7 Bogojevič, 8 Wucherer, 9 Tomic, 10 Femerling, 11 Terdenge, 12 Arigbabu, 13 Okulaja, 14 Nees, 15 Nowitzki,        All. Henrik Dettmann
Campionato europeo maschile di pallacanestro 20014 Demirel, 5 Okulaja, 6 Garrett, 7 Pešić, 8 Garris, 9 Tomic, 10 Willoughby, 11 Papic, 12 Arigbabu, 13 Femerling, 14 Nowitzki, 15 Bradley,        All. Henrik Dettmann
Campionato europeo maschile di pallacanestro 20034 Demirel, 5 Okulaja, 6 Lütcke, 7 Pešić, 8 Schultze, 9 Hamann, 10 Nikagbatse, 11 Garris, 12 Arigbabu, 13 Femerling, 14 Nowitzki, 15 Maras,        All. Henrik Dettmann
Campionato europeo maschile di pallacanestro 20054 Demirel, 5 Garrett, 6 Greene, 7 Pešić, 8 Wucherer, 9 Roller, 10 Nikagbatse, 11 Schultze, 12 Arigbabu, 13 Femerling, 14 Nowitzki, 15 Maras,        All. Dirk Bauermann
Campionato europeo maschile di pallacanestro 20074 Demirel, 5 Okulaja, 6 Arigbabu, 7 Garrett, 8 Herber, 9 Hamann, 10 Greene, 11 Roller, 12 Grünheid, 13 Femerling, 14 Nowitzki, 15 Jagla,        All. Dirk Bauermann
Campionato europeo maschile di pallacanestro 20094 Staiger, 5 Schaffartzik, 6 Schultze, 7 Ohlbrecht, 8 Wysocki, 9 Hamann, 10 Greene, 11 Pleiß, 12 Harris, 13 Femerling, 14 Benzing, 15 Jagla,        All. Dirk Bauermann
Campionato europeo maschile di pallacanestro 20114 Benzing, 5 Herber, 6 Hamann, 7 Schultze, 8 Schaffartzik, 9 Ohlbrecht, 10 Schwethelm, 11 Pleiß, 12 Kaman, 13 Staiger, 14 Nowitzki, 15 Jagla,        All. Dirk Bauermann
Campionato europeo maschile di pallacanestro 20134 King, 5 Giffey, 6 Günther, 7 Zwiener, 8 Schaffartzik, 9 Tadda, 10 Staiger, 11 Pleiß, 12 Benzing, 13 Doreth, 14 Seiferth, 15 Zirbes,        All. Frank Menz
Campionato europeo maschile di pallacanestro 20154 Lô, 5 Giffey, 7 King, 8 Schaffartzik, 9 Tadda, 11 Pleiß, 12 Benzing, 14 Nowitzki, 17 Schröder, 21 Zipser, 25 Gavel, 77 Voigtmann,        All. Chris Fleming
Campionato europeo maschile di pallacanestro 20174 Lô, 7 Voigtmann, 8 Staiger, 9 Tadda, 10 Theis, 12 Benzing, 17 Schröder, 18 Akpınar, 22 Barthel, 32 Thiemann, 33 Heckmann, 55 Hartenstein,        All. Chris Fleming
Campionato europeo maschile di pallacanestro 20224 Lô, 5 Giffey, 6 Weiler-Babb, 7 Voigtmann, 9 Wagner, 10 Theis, 17 Schröder, 18 Wohlfarth-Bottermann, 21 Hollatz, 32 Thiemann, 42 Obst, 43 Sengfelder,        All. Gordon Herbert

## Nazionali giovanili
- Selezioni giovanili della nazionale maschile di pallacanestro della Germania